# Soziale Bewegung
Unter einer sozialen Bewegung, auch kurz Bewegung, wird in den Sozialwissenschaften ein kollektiver Akteur oder ein soziales System verstanden, der bzw. das unterschiedliche Organisationsformen umfasst und mit unterschiedlichen Mobilisierungs- und Handlungsstrategien versucht, gesellschaftlichen Wandel zu beschleunigen, zu verhindern oder umzukehren.

## Allgemein
Soziale Bewegungen können anhand ihres Organisationsgrades, ihrer Größe, der von ihnen gewählten Strategien und ähnlicher Kriterien unterschieden werden. Die Bewegungen durchlaufen idealtypisch mehrere Phasen: erste Auseinandersetzungen mit dem Problem, Thematisierung (meistens vor allem Ablehnung des Bestehenden), Formierung von Initiativen, Gruppen und Verbänden, wobei es zu Kooperationen, Allianzen, aber auch Gegnerschaft kommt, eine Vielfalt von demonstrativen Akten, oftmals symbolischen, aber auch konkreten direkten Aktionen; mitunter treten mehr oder weniger charismatische Anführer auf, Alternativen zum Bestehenden werden entwickelt, die Etablierung im Alltag angestrebt. Schließlich folgt eine langsame Auflösung der sozialen Bewegung, entweder, weil das Problem zufriedenstellend gelöst ist, weil es zumindest gesellschaftlich allgemein als wichtiges Problem anerkannt ist, oder weil andere Problemdeutungen dominant wurden.
Typisch an einer sozialen Bewegung ist, dass zunächst sehr offene informelle Organisationsformen vorherrschen. Im Allgemeinen beginnen bald nach dem Entstehen einer Bewegung die Menschen damit, Strukturen zu schaffen (Vereine, Initiativen, u. Ä.). Im weiteren Verlauf geschieht es oft, dass die Bewegung an Bedeutung verliert oder als nicht mehr relevant wahrgenommen wird, während Strukturen und Formen, die sich daraus entwickelt haben, weiter existieren und wirken. Oftmals wird dies als Tod einer Bewegung und Aufgabe der ursprünglichen Ziele verstanden.
In diesem Zusammenhang wird an einigen Stellen auf die Notwendigkeit von Visionen und Träumen einer sozialen Bewegung als deren Beweggrund und antreibende Kraft hingewiesen.
Die Etablierung neuer Strukturen und der Wandel alter differenziert eine soziale Bewegung: Radikalere werfen Gemäßigteren Karrierismus oder gar Verrat vor, Gegenvorwürfe sind Utopismus oder gar diktatorischer Ehrgeiz. Dabei tritt zurück, dass ein Wandel der etablierten Strukturen das einigende Ziel war. Allerdings gehen beim Eintritt in die Realpolitik oft große Anteile der ursprünglichen Zielvorstellungen verloren, Kompromisse werden eingegangen und die Pluralität, die Bewegungen in ihren aktivsten Phasen kennzeichnet, lässt sich institutionell nicht oder nur schlecht beibehalten.
Erwähnenswert ist hier der in den USA von Bill Moyer (1933–2002) entwickelte Aktionsplan (Movement Action Plan, MAP), der mit politischen Zielen einen idealtypischen Verlauf von sozialen Bewegungen entwirft. Im Übrigen liegen für die Entstehung und den Verlauf von Revolutionen (siehe dort) mindestens seit Crane Brinton (The anatomy of revolution, 1938, zweite Auflage 1965) mehrere einschlägige analytische Typisierungsversuche vor.

## Historische und aktuelle Beispiele
Bis Mitte des 20. Jahrhunderts waren in Deutschland politische Parteien und Organisationen wie z. B. Gewerkschaften, Verbände (v. a. Kriegsheimkehrer, Vertriebene) die zentralen Protestakteure. Bei den sogenannten Neuen Sozialen Bewegungen liegt seit den 1980er Jahren (ausgehend von Europa) der Schwerpunkt auf der Identitätsproblematik. Mit der Identitätsproblematik treten expressive Aspekte von Protest in den Vordergrund. Der Begriff Neue Soziale Bewegungen markiert also eine Verschiebung von sozialen und politischen zu identitätspolitischen Protestmotiven, also auch zu Bewegungen, die ihre politischen Ziele mit Lebensstilen und Werten verbinden. Proteste sind hier an kollektive Identitätsmuster gekoppelt, die auf eine Verteidigung bzw. Verbesserung individueller Lebensformen abzielen. Umstritten ist unter Protestforschern, ob nur Basisbewegungen mit emanzipatorischen und sozialen Forderungen als Soziale Bewegung gelten oder ob auch Bewegungen mit autoritären Zielen wie etwa der Faschismus als soziale Bewegung bezeichnet werden sollen.
Im 19. und 20. Jahrhundert wären beispielsweise zu nennen:
- die Sklavenbefreiungsbewegung in den USA, Lateinamerika und Großbritannien,
- die Genossenschaftsbewegung,
- die Arbeiterbewegung,
- die Jugendbewegung,
- die Bürgerrechtsbewegung
- die Frauenbewegung
- die LGBT-Bewegung.

Weitere (neue) soziale Bewegungen sind zum Beispiel:
- die 68er-Bewegung
- die Umweltbewegung
- die Anti-Atomkraft-Bewegung
- der Effektive Altruismus
- die Friedensbewegung
- die Graswurzelbewegung
- die Hausbesetzerbewegung
- die internationalistische Bewegung (Dritte/Eine Welt, Fair Trade Antiimperialismus/Antikolonialismus)
- die Frauenbewegung (die sog. die zweite Welle des Feminismus seit den 1960er Jahren)
- die Rastafari-Bewegung
- die Behindertenbewegung
- die Menschenrechtsbewegung, siehe Internationale Liga für Menschenrechte (Berlin)
- die Tierrechtsbewegung
- die Antiglobalisierungsbewegung
- die wachstumskritische Bewegung
- die städtische soziale Bewegung
- die Landlosen-Bewegung in Brasilien
- die Indigenenbewegungen in Ecuador, Chile und Bolivien
- die Anti-Überwachungs-Bewegung
- Occupy Wall Street
- Podemos („Wir können“) in Spanien
- #MeToo
- Fridays for Future

Neuartig sind in den Industrieländern (z. B. Europäische Union, Israel, USA) politische Seniorenaktivitäten seit den 1990er-Jahren mit der Zielsetzung Einkommen und Gesundheitsversorgung im bedeutender werdenden Lebensabschnitt Alter zu sichern.
In der Historischen Jesusforschung entstanden seit den 1970er Jahren zahlreiche sozialgeschichtliche Untersuchungen zur Jesusbewegung. Allgemein in der Religionssoziologie findet das auf Max Weber zurückgehende Paradigma der charismatischen Bewegung bzw. Herrschaft breite Zustimmung. Weber selbst verfasste Studien zu einzelnen Bewegungen der Geschichte und seiner Gegenwart.

## Theoretische Ansätze der Bewegungsforschung

### Structural-Strains-Ansatz
Der Structural-Strains-Ansatz sieht die sozialstrukturellen Merkmale von sozialen Bewegungen als zentrales Element dieser Bewegungen an. Die Gesellschaftsstruktur ist hierbei in zweierlei Hinsicht entscheidend. Zum einen behandelt dieser Ansatz die Frage, inwiefern beispielsweise sozialer Wandel, Modernisierungsschübe oder gesellschaftsstrukturelle Spannungen den Ausgangspunkt für die Entstehung von Protest bzw. sozialen Bewegungen darstellen. Zum anderen ist die spezifische sozialstrukturelle Zusammensetzung von sozialen Bewegungen ein Anhaltspunkt für Analysen. In diesem Falle stellt die Sozialstruktur nicht den Anlass, sondern die Möglichkeit der Mobilisierung für soziale Bewegungen dar. Hierbei spielen vor allem bereits bestehende Netzwerke eine Rolle, die für die jeweilige soziale Bewegung aktiviert werden können. Hierdurch haben die zugrundeliegenden Netzwerke auch immer einen Einfluss auf die Möglichkeiten der Ausbildung kollektiver Identitäten. Soziale Bewegungen weisen daher eine gewisse „Milieuverhaftung“ auf.
Hellmann ordnet das Konzept der „structural strains“ einer marxistischen Denkschule zu, da die Erklärungskraft des Ansatzes auf der Gesellschaftsstruktur und den spezifischen gesellschaftlichen Konstellationen beruht, die für die Mobilisierung von sozialen Bewegungen entscheidend sind. Zudem ist sozialstrukturelle Perspektive hinsichtlich des Mobilisierungspotentials von sozialen Bewegungen eng mit dem „new social movements approach“ verbunden. Diese Perspektive, die vor allem bestehende Netzwerke in den Blick nimmt, schlägt zudem eine Brücke zu dem Konzept der kollektiven Identität.
Kritisiert wird am Structural-Strains-Ansatz, dass das Verhältnis zwischen den sozialstrukturellen Gegebenheiten und dem Mobilisierungspotential sozialer Bewegungen unklar bleibt. Zudem liefert der Ansatz Mittag und Stadtland zufolge keine konkreten Analysemöglichkeiten, um die makrotheoretischen Annahmen auf eine mikrotheoretische Ebene zu übertragen. Zudem ist zu berücksichtigen, dass nicht in allen Teilen der Welt die typischen Milieus, aus denen sich soziale Bewegungen rekrutieren, die gleichen sind.

### Political-Opportunity-Ansatz
Der Political-Opportunity-Structure-Ansatz (POS) basiert auf der Annahme, dass sich Protestbewegungen durch Umwelteinflüsse (insb. politische Rahmenbedingungen) entwickeln. Hierbei rücken nicht interne (Collective Identity), sondern externe Möglichkeitsbedingungen in den Blick der Untersuchung. Ein Protest muss dabei nicht zwangsweise – wie fälschlicherweise angenommen werden kann – politisch sein. Von entscheidender Relevanz ist, dass politische Forderungen gestellt werden, die sich auf Strukturen und Ereignissen im politischen System beziehen, da nur so eine Veränderung der Gesellschaftsstrukturen erreicht werden kann. Insbesondere die Perspektive des internationalen Vergleichs kann dabei günstige Möglichkeiten für Protest und Mobilisierung schaffen. Konzeptionell lässt sich der POS-Ansatz in mehreren Varianten fassen, die jeweils mit eigenen Kategoriendefinitionen und Unterscheidungen operieren.
Der POS-Ansatz weist eine gewisse Nähe zum Structural-Strains-Ansatz auf, da beide Ansätzen von externen Faktoren ausgehen, die zum Entstehen von sozialen Bewegungen beitragen. Der Ansatz kann zudem beliebig mit anderen Theorien mittlerer Reichweite kombiniert werden, um ein breiteres Spektrum an Erklärungen für soziale Bewegungen (und andere spezifische Gegenstände) zu finden.
Kritisiert werden kann an diesem Ansatz sein gleichzeitiger Ansatzpunkt: der Fokus auf politische Gelegenheitsstrukturen. Für das Entstehen einer sozialen Bewegung ist das Vorhandensein mehrere Faktoren ausschlaggebend, nicht nur etwa ein politisches Ereignis oder bspw. die Reaktorkatastrophe von Tschernobyl. Zusätzlich ist auf einen möglichen theorieimmanenten Bias zu verweisen, durch das die politischen Gelegenheitsstrukturen (zu schnell) als Ausgangspunkt einer sozialen Bewegung interpretiert werden. Ferner wird eine fehlende Verbindung zu sozial-strukturellen Entwicklungen und (politischer) kleinräumiger Interaktion sowie Mikropolitik kritisiert.

### Collective-Identity-Ansatz
Der Collective-Identity-Ansatz (CI) betrachtet die kollektive Identität als zentrales Kriterium für soziale Bewegungen. Sie ist wichtigste Mobilisierungsressource der Bewegung und ebenfalls zentral für ihre Handlungsfähigkeit und Selbststeuerung. Der Ansatz grenzt sich damit von anderen Theorien sozialer Bewegungen ab, die Organisation als Kern der Bewegung und als am bedeutendsten erachten. Die soziale Bewegung wird als eine dreidimensionale Einheit auf sachlicher, sozialer und zeitlicher Ebene verstanden, die einen kollektiven, handlungsfähigen Akteur konstituiert. Dem Ansatz nach arbeitet eine Bewegung mit der grundlegenden Differenz von „Wir“ und „Die“. Sie grenzt sich so von ihrer Umwelt ab. Konstruiert wird die kollektive Identität, der „Wir-Die“-Unterscheidung, einerseits diskursiv (gemeinsame Schicksale, Geschichte, Legenden, Sprache ec.) und andererseits durch Praktiken (gemeinsame Rituale, Symbole, Moden ec.). Der Collective-Identity-Ansatz untersucht Bewegungen primär aus der Innenperspektive heraus. Damit stellt er eine Ergänzung zum Framing-Ansatz dar, der hauptsächlich das Umweltverhältnis der sozialen Bewegung untersucht.
Beide Ansätze, CI und Framing, wurzeln im Sozialkonstruktivismus. Angeregt wurde der Ansatz durch die Collective-Behaviour-Forschung (Collective behavior) und weist daher auf der einen Seite Bezüge zur Massenpsychologie und auf der anderen Seite, in sozialstruktureller Hinsicht, Bezüge zum Marxismus auf. In der kollektiven schöpferischen Auseinandersetzung konstruiert sich die soziale Bewegung selbst als „Klasse für sich“.
Schwachpunkte des Collective-Identity-Ansatzes sind Generalisierungstendenzen, das Übersehen von Außenbezügen (wodurch sich eine Kombination mit dem Framing-Ansatz anbietet) und die zu große Nähe zur Bewegung selbst, da sich der Bezug auf das Innenleben abhängig macht von der Erzählung der Bewegung über sich selbst. Somit bedarf der CI-Ansatz der Kombination mit anderen Ansätzen, um zu aussagekräftigeren Forschungsergebnissen zu kommen.

### Framing-Ansatz
Der Kerngedanke des Framing-Ansatzes ist, dass soziale Probleme nicht objektive Gegebenheiten widerspiegeln, sondern dass soziale Probleme erst als solche definiert werden müssen. Dies gelingt, indem das Problem in einen bestimmten Bedeutungsrahmen bzw. in einen Sinnzusammenhang eingebettet wird, der eine spezifische Interpretation des Problems ermöglicht. Für soziale Bewegungen bedeutet dies, dass Protestthemen erst als soziale Probleme konstruiert werden müssen und in einen Deutungsrahmen eingebettet werden müssen, damit sie zum einen in anderen gesellschaftlichen Teilbereichen (insbes. Politik und Massenmedien) soziale Resonanz erzeugen können und zum anderen die Bewegung selbst mobilisieren. Da die Konstruktion eines Bedeutungsrahmens immer ein selektiver Prozess ist, geht es dann auch darum, dass die soziale Bewegung in der „öffentlichen Arena“ gegenüber anderen Akteuren eine Deutungshoheit bei der Konstruktion eines Bedeutungsrahmens gewinnen muss. Darüber hinaus versucht der Framing-Ansatz auch häufig aufzuzeigen, welche „sozialen Mechanismen“ (z. B. die Nachrichtenwerte der Massenmedien) bedient werden müssen, damit einem Protestthema die nötige Aufmerksamkeit gewidmet wird.
Dabei enthält jeder Frame folgende drei Spezialframes:
- diagnostic frame: Anbieten einer Problemkonstruktion
- prognostic frame: Aufzeigen von Lösungsmöglichkeiten
- motivational frame: Motivation zu Engagement und Mobilisierungsbereitschaft

Der Framing-Ansatz in der Bewegungsforschung bezieht sich am ehesten auf Inhalte des symbolischen Interaktionismus. So betont der symbolische Interaktionismus, dass in der Interaktion Frames ausgehandelt werden müssen, die dabei helfen, soziale Phänomene zu interpretieren. Es geht sowohl dem Framing-Ansatz in der Bewegungsforschung als auch dem symbolischen Interaktionismus also darum, dass Frames konstruiert und durchgesetzt werden müssen, um soziale Gegebenheiten interpretieren zu können.
Da soziale Bewegungen für die Etablierung ihres Frames Resonanz bei den Massenmedien auslösen müssen, kann die Erzeugung öffentlicher Aufmerksamkeit auch als eine Ressource im Sinne des Resource Mobilization-Ansatzes interpretiert werden.
Am Framing-Ansatz wird kritisiert, dass er sich bisher sehr stark auf Deutungs- und Überzeugungsanstrengungen von Bewegungen konzentriert hat und dabei die historische Konstruktionsphase des Frames vernachlässigt wurde. Den Konstruktionsprozessen von Frames und den dahinterstehenden Akteuren und Interessen wurde demnach bisher zu wenig Aufmerksamkeit geschenkt.
Weiterhin ist kritisch anzumerken, dass der Framing-Ansatz – wie viele andere Theorien der Bewegungsforschung auch – nur einen Teilaspekt behandelt, der für die Erforschung sozialer Bewegungen relevant ist. Es fehlt diesem Forschungsfeld insgesamt eine integrierende Theorie, die in der Lage ist, soziale Bewegungen in ihrer Gänze zu beschreiben.

### Ressourcenmobilisierungsansatz
Der Fokus des Ressourcenmobilisierungsansatzes (RMA) liegt auf den strukturellen Rahmenbedingungen und der Rationalität von Protestbewegungen (Makroebene). Es wird die These vertreten, dass im Kern von sozialen Bewegungen sogenannte Bewegungsorganisationen rational als deren „Kopf“ agieren. Diese sind abhängig von verfügbaren personellen, immateriellen und ideellen Ressourcen, die zur kollektiven Mobilisierung akquiriert werden müssen. Daran lässt sich auch der Erfolg von sozialen Bewegungen messen. Bewegungsorganisationen können deshalb als Katalysator zur kollektiven Mobilisierung von Protesten verstanden werden.
Der RMA folgt den Grundgedanken der Rational Choice Theorie, nach der jeder Akteur rational handelt, das heißt mit möglichst geringem Aufwand/Kosten möglichst hohen Nutzen erzielen möchte.
Kritisch anmerken lässt sich bei dieser Theorie die Vernachlässigung von Beziehungen zwischen sozialen Bewegungen und ihren Umwelten, da primär Entscheidungen und Handlungen innerhalb von Bewegungen in den Blick genommen werden. Zudem hebt der RMA den instrumentellen Charakter von Bewegungen hervor und blendet Individualbiografien sowie individuelle Komponenten generell aus. Schwierigkeiten bereitet aufgrund von fehlender Begriffsschärfe auch die Deutung von Ressourcen.

### Systemtheoretischer Ansatz
In der Systemtheorie definieren Systeme sich über eine Innen-/Außendifferenz. Außerhalb der Systemgrenze liegt dessen Umwelt. Strukturen und Prozesse innerhalb des Systems beziehen sich auf die besagte Umwelt, um jene überhaupt erst zu ermöglichen. „Das System ist seine Beziehung zur Umwelt, das System ist die Differenz zwischen System und Umwelt“ (Luhmann 2009). Es zeichnet sich dadurch aus, dass „Einheiten (Substanzen) durch Beziehungen als Teile zu einem Ganzen verbunden sind“ (Luhmann 1976). Darin impliziert, also in der Grenzziehung vom System zu seiner Umwelt, ist eine innere Ordnung, die für den Erhalt dieser Grenzen sorgen muss. Durch diese innere Ordnung, die sich in Handlungszusammenhängen innerhalb des Systems ausdrückt, werden Sinnbeziehungen erzeugt, die das System davor schützen sollen durch die Veränderungen seiner Umwelt in seiner Existenz beeinflusst zu werden. Ebenso werden Systeme als autopoietisch beschrieben. Grob zusammengefasst, ist ein autopoietisches System eines, welches sich selbst erzeugt und selbst beobachtet. Das System ist demnach sein eigenes Produkt, verfügt jedoch nicht über „alle Ursachen, die zur Selbstproduktion erforderlich sind“ (Luhmann 2006).
Systemtheoretische Ansätze der Bewegungsforschung gehen zunächst von einer Funktion sozialer Bewegungen aus. Diese Funktion besteht in der Möglichkeit einer öffentlichen Artikulation von Widerspruch (Bergmann 1987), welche im Zuge einer zunehmenden Ebenendifferenzierung von Interaktion und Gesellschaft nicht mehr durch einzelne Interaktionssysteme geleistet werden kann (Luhmann 2014). Soziale Bewegungen wirken auf diese Weise wie ein Immunsystem der Gesellschaft (Mittag und Stadtland 2014; Bergmann 1987), das Schutzmechanismen gegen bestimmte Folgen der funktionalen Differenzierung aufbaut oder funktionale Differenzierung gegen Übergriffe einzelner Funktionsbereiche schützt (Tratschin 2016: 258). Im Gegensatz zu Ansätzen, wie dem Structural-Strains-Ansatz oder dem Political-Opportunity-Structures-Ansatz (vgl. Hellmann und Koopmans 1998), wird die Entstehung von Bewegungen in der Systemtheorie nicht primär als Ergebnis externer Faktoren angesehen, sondern es wird davon ausgegangen, dass „Bewegungen in einem sich selbst selektiv entfaltenden Konfliktprozess entstehen“ (Mittag und Stadtland 2014). Für die Mechanismen der Ausdifferenzierung sozialer Bewegungen gibt es in der Systemtheorie verschiedene Vorschläge. Prominente Vorschläge zielen auf die selektionsverstärkenden Effekte von Elementaroperationen: Während Luhmann hauptsächlich auf Proteste als Elementaroperationen fokussiert (1996), rückt Japp besonders Angstkommunikation als Elementaroperationen sozialer Bewegungen hervor (1986). Dagegen präsentiert Ahlemeyer (1989) einen Vorschlag, der auf die ausdifferenzierenden Effekte von Mobilisierungskommunikation abzielt, und Bergmann verweist auf die Bedeutung von Moralkommunikation (Bergmann 1987: 374). Ein jüngerer Beitrag weist dagegen auf die Relevanz von Selbstbeschreibungen für die selbstreferentielle Ausdifferenzierung sozialer Bewegungen hin (Tratschin 2016).
Kritisiert wird am systemtheoretischen Ansatz, dass eine Engführung auf Protestbewegungen stattfindet, wodurch soziale Bewegungen, die sich nicht als Konfliktsystem erzeugen aus dem Blick geraten. Erinnert sei zum Beispiel an religiöse Bewegungen (vgl. Kühl 2014). Ein zweiter Kritikpunkt ist ihr Fokus auf neue soziale Bewegungen, der bislang keine Möglichkeit für eine historische Perspektive auf frühere soziale Bewegungen zulässt (vgl. Mittag und Stadtland 2014).

## Forschung
Die soziale Bewegungsforschung untersucht:
- politische Prozesse und ihre Akteure
- soziale Voraussetzungen
- organisatorische Verfasstheit sozialer Bewegungen
- gesellschaftliche Auswirkungen des Handelns politischer Akteure